# World Open 2019 (snooker)
Il World Open 2019 è l'undicesimo evento della stagione 2019-2020 di snooker ed è la ottava edizione di questo torneo che si è disputato dal 28 ottobre al 3 novembre 2019 a Yushan in Cina.
1° World Open e 13º Titolo Ranking per Judd Trump.

## Montepremi
- Vincitore : £150.000
- Finalista : £75.000
- Semifinalisti : £32.500
- Quarti di Finale : £20.000
- Ottavi di Finale : £13.500
- Sedicesimi di Finale : £8.000
- Trentaduesimi di Finale : £5.000
- Miglior Break della competizione : £6.000

## Tabellone delle qualificazioni
Le Qualificazioni si sono giocate dal 2 al 5 ottobre 2019 a Barnsley, mentre gli ultimi 8 match si sono tenuti a Yushan il 28 ottobre 2019.
| Giocatore          | Giocatore             | Risultato       |
| ------------------ | --------------------- | --------------- |
| Sam Craigie        | Fraser Patrick        | 5 - 0           |
| Robert Milkins     | Barry Pinches         | 3 - 5           |
| Liang Wenbó        | Kacper Filipiak       | 5 - 1           |
| Joe Perry          | Lei Peifan            | 5 - 2           |
| Michael Georgiou   | David Grace           | 5 - 2           |
| Stuart Carrington  | Joe O'Connor          | 5 - 3           |
| Michael Holt       | James Wattana         | 5 - 3           |
| Marco Fu           | Brandon Sargeant      | 5 - 3           |
| Barry Hawkins      | Jak Jones             | 5 - 1           |
| Martin O'Donnell   | Kishan Hirani         | 5 - 3           |
| Tom Ford           | Chang Bingyu          | 4 - 5           |
| Liam Highfield     | Andy Lee              | 5 - 0           |
| Mark Selby         | Jamie Clarke          | 5 - 2           |
| Anthony Hamilton   | Jimmy White           | 5 - 3           |
| Ricky Walden       | Lee Walker            | 5 - 4           |
| Noppon Saengkham   | Simon Lichtenberg     | 5 - 1           |
| Stuart Bingham     | Alex Borg             | 5 - 0           |
| Daniel Wells       | Nigel Bond            | 2 - 5           |
| Jimmy Robertson    | Duane Jones           | 5 - 2           |
| Ross Bulman        | Jackson Page          | 2 - 5           |
| Michael White      | Jordan Brown          | 2 - 5           |
| Graeme Dott        | Hammad Miah           | 5 - 3           |
| Alan McManus       | Peter Lines           | 5 - 2           |
| Shaun Murphy       | Rod Lawler            | 5 - 1           |
| Mark Davis         | Sam Baird             | 5 - 1           |
| Matthew Selt       | Si Jiahui             | 5 - 3           |
| John Higgins       | Chen Zifan            | 5 - 2           |
| Mike Dunn          | Craig Steadman        | 3 - 5           |
| Thepchaiya Un-Nooh | Jamie O'Neill         | 5 - 1           |
| Stephen Maguire    | Oliver Lines          | 5 - 2           |
| Sunny Akani        | Fan Zhengyi           | 5 - 1           |
| Ryan Day           | Elliot Slessor        | 4 - 5           |
| Mark Joyce         | Xu Si                 | 3 - 5           |
| Matthew Stevens    | Thor Cuan Leong       | 5 - 2           |
| Anthony McGill     | Riley Parsons         | 5 - 1           |
| Zhao Xintong       | Andy Hicks            | 5 - 1           |
| David Gilbert      | John Astley           | 5 - 4           |
| Li Hang            | Soheil Vahedi         | 5 - 3           |
| Mark King          | Zhang Anda            | 3 - 5           |
| Mark Allen         | James Cahill          | 5 - 1           |
| Kyren Wilson       | Chen Feilong          | 5 - 3           |
| Robbie Williams    | Eden Sharav           | 5 - 1           |
| Lyu Haotian        | Alexander Ursenbacher | 5 - 1           |
| Hossein Vafaei     | Mitchell Mann         | 5 - 1           |
| Jack Lisowski      | Tian Pengfei          | 5 - 3           |
| Andrew Higginson   | Luo Honghao           | 2 - 5           |
| Xiao Guodong       | Gerard Greene         | 5 - 4           |
| Kurt Maflin        | Harvey Chandler       | 4 - 5           |
| Chris Wakelin      | Alfie Burden          | 3 - 5           |
| Gary Wilson        | Mei Xiwen             | 2 - 5           |
| Yuan Sijun         | Igor Figueiredo       | 3 - 5           |
| Ali Carter         | David Lilley          | 5 - 4           |
| Zhou Yuelong       | Ashley Carty          | 5 - 2           |
| Ben Woollaston     | Louis Heathccote      | 5 - 3           |
| Fergal O'Brien     | Adam Stefanow         | 5 - 4           |
| Judd Trump         | Zhang Jiankang        | 5 - 0           |
| Yan Bingtao        | Bai Langning          | 5 - 4           |
| Luca Brecel        | Wu Yize               | 5 - 2           |
| Lu Ning            | Gao Yang              | 5 - 1           |
| Scott Donaldson    | Zhang Yang            | 4 - 5           |
| Ken Doherty        | Li Yingdong           | 5 - 3           |
| Ding Junhui        | Billy Joe Castle      | 5 - 2           |
| Ronnie O'Sullivan  | Dominic Dale          | 3 - 5           |
| Neil Robertson     | Ian Burns             | 0 - 5 (Forfait) |

## Fase a eliminazione diretta

### Ordine di gioco
| Trentaduesimi di Finale | Sedicesimi di Finale   | Ottavi di Finale       | Quarti di Finale       | Semifinali                | Finale                  |
| ----------------------- | ---------------------- | ---------------------- | ---------------------- | ------------------------- | ----------------------- |
| Al meglio dei 9 frames  | Al meglio dei 9 frames | Al meglio dei 9 frames | Al meglio dei 9 frames | Al meglio degli 11 frames | Al meglio dei 19 frames |

### Trentaduesimi di finale
| Giocatore        | Giocatore          | Risultato       | Ranking Giocatore 1 | Ranking Giocatore 2 |
| ---------------- | ------------------ | --------------- | ------------------- | ------------------- |
| Judd Trump       | Sam Craigie        | 5 - 4           | 1                   | 63                  |
| Barry Pinches    | Liang Wenbó        | 0 - 5           | 120                 | 36                  |
| Joe Perry        | Michael Georgiou   | 5 - 2           | 15                  | 51                  |
| Yan Bingtao      | Stuart Carrington  | 1 - 5           | 17                  | 50                  |
| Michael Holt     | Luca Brecel        | 5 - 2           | 44                  | 28                  |
| Marco Fu         | Barry Hawkins      | 3 - 5           | 57                  | 10                  |
| Martin O'Donnell | Chang Bingyu       | 5 - 3           | 42                  | 97                  |
| Mark Selby       | Anthony Hamilton   | 5 - 3           | 4                   | 61                  |
| Ricky Walden     | Noppon Saengkham   | 3 - 5           | 26                  | 35                  |
| Stuart Bingham   | Nigel Bond         | 5 - 3           | 13                  | 102                 |
| Jimmy Robertson  | Jackson Page       | 5 - 0           | 23                  | 110                 |
| Jordan Brown     | Graeme Dott        | 2 - 5           | 79                  | 21                  |
| Alan McManus     | Shaun Murphy       | 2 - 5           | 54                  | 8                   |
| Mark Davis       | Matthew Selt       | 5 - 0           | 41                  | 27                  |
| Lu Ning          | John Higgins       | 4 - 5           | 62                  | 6                   |
| Ian Burns        | Craig Steadman     | 1 - 5           | 128                 | 75                  |
| Zhang Yang       | Thepchaiya Un-Nooh | 1 - 5           | (Dilettante)        | 37                  |
| Elliot Slessor   | Xu Si              | 5 - 3           | 74                  | 106                 |
| Matthew Stevens  | Anthony McGill     | 2 - 5           | 46                  | 32                  |
| Zhao Xintong     | David Gilbert      | 4 - 5           | 47                  | 11                  |
| Li Hang          | Zhang Anda         | 3 - 5           | 43                  | 72                  |
| Ken Doherty      | Mark Allen         | 3 - 5           | 64                  | 7                   |
| Kyren Wilson     | Robbie Williams    | 5 - 2           | 9                   | 55                  |
| Lyu Haotian      | Hossein Vafaei     | 1 - 5           | 25                  | 31                  |
| Jack Lisowski    | Luo Honghao        | 5 - 1           | 12                  | 70                  |
| Xiao Guodong     | Harvey Chandler    | 5 - 0           | 24                  | 86                  |
| Alfie Burden     | Mei Xiwen          | 5 - 2           | 78                  | 69                  |
| Igor Figueiredo  | Ali Carter         | 1 - 5           | 119                 | 16                  |
| Zhou Yuelong     | Ben Woollaston     | 5 - 1           | 38                  | 40                  |
| Fergal O'Brien   | Dominic Dale       | 5 - 3           | 67                  | 94                  |
| Liam Highfield   | Ding Junhui        | 0 - 5 (Forfait) | 60                  | 18                  |
| Stephen Maguire  | Sunny Akani        | 0 - 5 (Forfait) | 14                  | 52                  |

### Sedicesimi di finale
| Giocatore        | Giocatore          | Risultato | Ranking Giocatore 1 | Ranking Giocatore 2 |
| ---------------- | ------------------ | --------- | ------------------- | ------------------- |
| Judd Trump       | Liang Wenbó        | 5 - 3     | 1                   | 36                  |
| Joe Perry        | Stuart Carrington  | 5 - 3     | 15                  | 50                  |
| Michael Holt     | Barry Hawkins      | 5 - 3     | 44                  | 10                  |
| Martin O'Donnell | Ding Junhui        | 2 - 5     | 42                  | 18                  |
| Mark Selby       | Noppon Saengkham   | 5 - 2     | 4                   | 35                  |
| Stuart Bingham   | Jimmy Robertson    | 5 - 3     | 13                  | 23                  |
| Graeme Dott      | Shaun Murphy       | 5 - 1     | 21                  | 8                   |
| Mark Davis       | John Higgins       | 1 - 5     | 41                  | 6                   |
| Craig Steadman   | Thepchaiya Un-Nooh | 2 - 5     | 75                  | 37                  |
| Sunny Akani      | Elliot Slessor     | 5 - 1     | 52                  | 74                  |
| Anthony McGill   | David Gilbert      | 0 - 5     | 32                  | 11                  |
| Zhang Anda       | Mark Allen         | 3 - 5     | 72                  | 7                   |
| Kyren Wilson     | Hossein Vafaei     | 5 - 4     | 9                   | 31                  |
| Jack Lisowski    | Xiao Guodong       | 5 - 1     | 12                  | 24                  |
| Alfie Burden     | Ali Carter         | 2 - 5     | 78                  | 16                  |
| Zhou Yuelong     | Fergal O'Brien     | 5 - 0     | 38                  | 67                  |

### Ottavi di finale
| Giocatore          | Giocatore      | Risultato | Ranking Giocatore 1 | Ranking Giocatore 2 |
| ------------------ | -------------- | --------- | ------------------- | ------------------- |
| Judd Trump         | Joe Perry      | 5 - 4     | 1                   | 15                  |
| Michael Holt       | Ding Junhui    | 5 - 1     | 44                  | 18                  |
| Mark Selby         | Stuart Bingham | 2 - 5     | 4                   | 13                  |
| Graeme Dott        | John Higgins   | 4 - 5     | 21                  | 6                   |
| Thepchaiya Un-Nooh | Sunny Akani    | 5 - 3     | 37                  | 52                  |
| David Gilbert      | Mark Allen     | 5 - 3     | 11                  | 7                   |
| Kyren Wilson       | Jack Lisowski  | 5 - 1     | 9                   | 12                  |
| Ali Carter         | Zhou Yuelong   | 2 - 5     | 16                  | 38                  |

### Quarti di finale
| Giocatore          | Giocatore     | Risultato | Ranking Giocatore 1 | Ranking Giocatore 2 |
| ------------------ | ------------- | --------- | ------------------- | ------------------- |
| Judd Trump         | Michael Holt  | 5 - 1     | 1                   | 44                  |
| Stuart Bingham     | John Higgins  | 2 - 5     | 13                  | 6                   |
| Thepchaiya Un-Nooh | David Gilbert | 5 - 4     | 37                  | 11                  |
| Kyren Wilson       | Zhou Yuelong  | 5 - 3     | 9                   | 38                  |

### Semifinali
| Giocatore          | Giocatore    | Risultato | Ranking Giocatore 1 | Ranking Giocatore 2 |
| ------------------ | ------------ | --------- | ------------------- | ------------------- |
| Thepchaiya Un-Nooh | Kyren Wilson | 6 - 5     | 37                  | 9                   |
| Judd Trump         | John Higgins | 6 - 5     | 1                   | 6                   |

### Finale
| Yushan No.1 Middle School, Yushan, Cina, 3 novembre 2019 ARBITRO: Wang Wei                                 | Yushan No.1 Middle School, Yushan, Cina, 3 novembre 2019 ARBITRO: Wang Wei | Yushan No.1 Middle School, Yushan, Cina, 3 novembre 2019 ARBITRO: Wang Wei |
| Judd Trump (1)                                                                                             | 10 - 5                                                                     | Thepchaiya Un-Nooh (37)                                                    |
| --- | -------------------------------------------------------------------------- | -------------------------------------------------------------------------- |
| PRIMA SESSIONE: 1-0 1-1 2-1 3-1 4-1 5-1 6-1 7-1 7-2 (7-2) SECONDA SESSIONE: 8-2 8-3 8-4 8-5 9-5 10-5 (3-3) |                                                                            |                                                                            |
| MIGLIOR BREAK: 136 CENTURY BREAKS: 1                                                                       |                                                                            | MIGLIOR BREAK: 80 CENTURY BREAKS: 0                                        |
| Judd Trump vince lo Yushan World Open 2019                                                                 |                                                                            |                                                                            |

## Statistiche
In queste statistiche sono indicati solo i giocatori che hanno partecipato alla Fase a Eliminazione Diretta. Quelli che hanno partecipato a Qualificazioni e Fase a Eliminazione Diretta vengono classificati con entrambi i risultati.
| Giocatore          | Numero di frames vinti |
| ------------------ | ---------------------- |
| Judd Trump         | 41                     |
| Thepchaiya Un-Nooh | 36                     |
| Kyren Wilson       | 30                     |
| John Higgins       | 30                     |
| David Gilbert      | 24                     |
| Zhou Yuelong       | 23                     |
| Stuart Bingham     | 22                     |
| Michael Holt       | 21                     |
| Graeme Dott        | 19                     |
| Joe Perry          | 19                     |
| Mark Allen         | 18                     |
| Mark Selby         | 17                     |
| Ali Carter         | 17                     |
| Jack Lisowski      | 16                     |
| Hossein Vafaei     | 14                     |
| Liang Wenbó        | 13                     |
| Stuart Carrington  | 13                     |
| Barry Hawkins      | 13                     |
| Zhang Anda         | 13                     |
| Jimmy Robertson    | 13                     |
| Martin O'Donnell   | 12                     |
| Noppon Saengkham   | 12                     |
| Craig Steadman     | 12                     |
| Alfie Burden       | 12                     |
| Shaun Murphy       | 11                     |
| Mark Davis         | 11                     |
| Elliot Slessor     | 11                     |
| Xiao Guodong       | 11                     |
| Ding Junhui        | 11                     |
| Anthony McGill     | 10                     |
| Fergal O'Brien     | 10                     |
| Zhao Xintong       | 9                      |
| Sam Craigie        | 9                      |
| Lu Ning            | 9                      |
| Chang Bingyu       | 8                      |
| Anthony Hamilton   | 8                      |
| Ricky Walden       | 8                      |
| Nigel Bond         | 8                      |
| Xu Si              | 8                      |
| Li Hang            | 8                      |
| Ken Doherty        | 8                      |
| Dominic Dale       | 8                      |
| Sunny Akani        | 8                      |
| Michael Georgiou   | 7                      |
| Jordan Brown       | 7                      |
| Alan McManus       | 7                      |
| Matthew Stevens    | 7                      |
| Luca Brecel        | 7                      |
| Robbie Williams    | 7                      |
| Mei Xiwen          | 7                      |
| Yan Bingtao        | 6                      |
| Zhang Yang         | 6                      |
| Lyu Haotian        | 6                      |
| Luo Honghao        | 6                      |
| Igor Figueiredo    | 6                      |
| Ben Woollaston     | 6                      |
| Marco Fu           | 3                      |
| Ian Burns          | 1                      |

### Century Breaks (62)
| N° | Giocatore          | Century Breaks | Miglior Break |
| -- | ------------------ | -------------- | ------------- |
| 1  | Stuart Bingham     | 9              | 138           |
| 2  | Judd Trump         | 6              | 144 (£6.000)  |
| 3  | Zhou Yuelong       | 4              | 134           |
| =  | Mark Allen         | 4              | 130           |
| =  | Joe Perry          | 4              | 129           |
| =  | Kyren Wilson       | 4              | 119           |
| =  | David Gilbert      | 4              | 114           |
| 4  | Ali Carter         | 3              | 141           |
| =  | Thepchaiya Un-Nooh | 3              | 104           |
| 5  | Michael Holt       | 2              | 124           |
| =  | Alfie Burden       | 2              | 123           |
| =  | Matthew Stevens    | 2              | 114           |
| =  | Fergal O'Brien     | 2              | 107           |
| =  | Mark Davis         | 2              | 102           |
| 6  | Zhao Xintong       | 1              | 134           |
| =  | John Higgins       | 1              | 127           |
| =  | Lyu Haotian        | 1              | 123           |
| =  | Ding Junhui        | 1              | 122           |
| =  | Chang Bingyu       | 1              | 116           |
| =  | Mark Selby         | 1              | 111           |
| =  | Ken Doherty        | 1              | 108           |
| =  | Sam Craigie        | 1              | 104           |
| =  | Graeme Dott        | 1              | 104           |
| =  | Stuart Carrington  | 1              | 101           |
| =  | Noppon Saengkham   | 1              | 100           |

### Miglior Break nelle qualificazioni
| Giocatore     | Century Break | Avversario   |
| ------------- | ------------- | ------------ |
| Jack Lisowski | 145           | Tian Pengfei |